# Манзорро, Жереми
Жереми Манзорро (фр. Jérémy Manzorro; 11 ноября 1991, Вийёрбан, Франция) — французский футболист испанского происхождения, полузащитник индийского клуба «Джамшедпур».

## Биография
Отец Манзорро — испанец, но родился Жереми во Франции, в пригороде Лиона Вийёрбане.
Футбольную карьеру начал в 2009 году в втором составе французского клуба «Реймс». В 2013 году стал игроком болгарского клуба «Черноморец» (Бургас), затем два сезона играл за «Славия (София)».
Затем пробовал себя в чемпионатах Кипра и Ирана. В 2017 году подписал контракт с литовским клубом «Судува» (Мариямполе), за который провел 10 матчей в чемпионате Литвы и впервые с командой стал чемпионом страны. Но в январе 2018 перешел в стан конкурентов — в вильнюсский «Жальгирис», с которым стал вице-чемпионом Литвы, пропустив вперёд свой бывший клуб.
В январе 2019 года перешёл в казахстанский клуб «Иртыш» (Павлодар, тренера которого Димитра Димитрова знал по Бургасу.

## Достижения
«Судува»
- Чемпион Литвы: 2017

«Жальгирис»
- Обладатель Кубка Литвы: 2018

«Тобол»
- Чемпион Казахстана: 2021
- Обладатель Суперкубка Казахстана: 2021

«Астана»
- Чемпион Казахстана: 2022

## Клубная статистика
| Игровая карьера | Игровая карьера | Игровая карьера | Лига | Лига | Кубок | Кубок | Межд. | Межд. | СК | СК |
| --------------- | --------------- | --------------- | ---- | ---- | ----- | ----- | ----- | ----- | -- | -- |
| 2019            | Иртыш           | А               | 26   | 6    | 1     | 0     | —     | —     | —  | —  |
| 2020            | Шахтёр          | А               | 3    | 1    | —     | —     | —     | —     | —  | —  |
| 2020            | Тобол           | А               | 15   | 4    | —     | —     | —     | —     | —  | —  |
| 2021            | Тобол           | А               | 20   | 2    | 5     | 1     | 2     | 0     | 2  | 0  |
| 2022            | Астана          | А               | 19   | 0    | 4     | 3     | 2     | 0     | —  | —  |
| 2022/23         | Сандецья        | Б               | 5    | 0    | —     | —     | —     | —     | —  | —  |
| 2023/24         | Джамшедпур      | А               | 20   | 5    | —     | —     | —     | —     | —  | —  |